# Котен, Шарль
Шарль Коте́н (фр. Charles Cotin; 1604, Париж — 1682, там же) — французский писатель, аббат.

## Биография
Один из завсегдатаев отеля Рамбулье, отличался витиеватым языком, галантностью и страстью к всему ходульному, напыщенному. Литературная известность Котена основана главным образом на том, что он — одна из постоянных жертв Буало, осмеивавшего злополучного аббата как за его литературные претензии, так и за его светскость и угодливость могущественным покровителям.
Котен не смущался нападками Буало, но окончательный удар его положению в обществе был нанесён Мольером в комедии «Учёные женщины» („Les femmes Savantes“, 1672). Знаменитая сцена между Вадиусом и Триссотеном воспроизводила случившуюся в действительности ссору между Котеном (Trissotin y Мольера) и Менажем, из-за сонета в честь m-me де Немур. Его главные сочинения: „La Jérusalem désolée“, „Théoclée“, „Rondeaux“, „Poésies chrétiennes“, „Oeuvres galantes en vers et en prose“, „Critique désintéressée sur les satires du temps“ (против Буало).